# 椴松酸

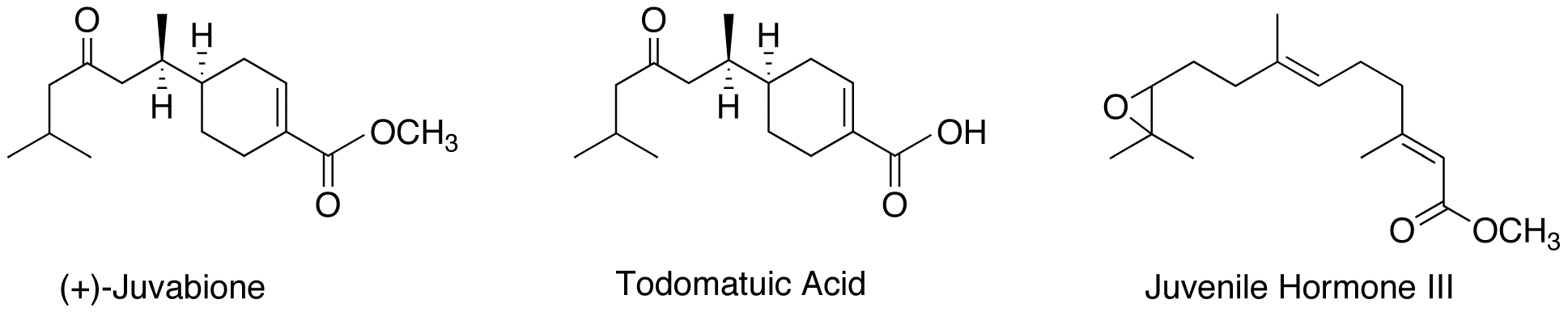
保幼酮、椴松酸与保幼激素III

椴松酸是一种有机化合物，化学式C15H24O3，属于没药烷型倍半萜羧酸，存在于库页冷杉（Abies sachalinensis）等植物中。